# Анар (станция)
Анар (каз. Анар) — станция в Аршалынском районе Акмолинской области Казахстана. Административный центр Анарского сельского округа. Код КАТО — 113435100.

## География
Станция расположено в южной части района, на расстоянии примерно 24 километров (по прямой) к юго-востоку от административного центра района — посёлка Аршалы.
Абсолютная высота — 441 метров над уровнем моря.
Ближайшие населённые пункты: село Донецкое — на юге, село Озёрное — на востоке, село Турген — на севере.
Через станцию проходит железная дорога «Астана — Караганда». Восточнее — автодорога М-36 «Граница РФ (на Екатеринбург) — Алматы, через города Костанай, Астана, Караганда».

## Население
В 1989 году население станции составляло 1762 человека (из них русские — 62%).

В 1999 году население станции составляло 1508 человек (758 мужчин и 750 женщин). По данным переписи 2009 года, в населённом пункте проживало 1117 человек (515 мужчин и 602 женщины).
| Численность населения | Численность населения | Численность населения |
| 1989                  | 1999                  | 2009                  |
| --------------------- | --------------------- | --------------------- |
| 1762                  | ↘1508                 | ↘1117                 |

## Инфраструктура
Здесь есть средняя школа, библиотека, клуб, врачебная амбулатория, ТОО «ГЭС-Анар». Трасса Алматы-Екатеринбург проходит возле села. 

## Улицы[6]
- ул. Астана
- ул. Аубакиров

- ул. Достык
- ул. Енбек
- ул. Женис
- ул. Жибек Жолы
- ул. Казахстан
- ул. Кокшетау
- ул. Кунаев
- ул. Маншук Маметовой
- ул. Молдагулова
- ул. Озтурик
- ул. Первомайская
- ул. Покотилова
- ул. Сарыарка
- ул. Ташенов
- ул. Шалгай
- ул. Бауыржан Момышулы